# Power & Revolution: Geopolitical Simulator 4
Power and Revolution 4 — четверта частина серії відеоігор у жанрі стратегії Geo-Political Simulator, у якому гравець виступає у ролі глави держави чи лідера опозиційної партії. До обов'язків гравця входить як розв'язання економічних проблем, так і соціальних і військових. Гра була випущена 9 квітня 2016 року і доступна в Steam з 26 травня 2016 року.

## Нововведення та покращення
- Новини та новий інтерфейс (новий перероблений та оптимізований інтерфейс)
- Більш зручна бойова система — управління кожним юнітом у режимі бою (у тому числі управління снарядами та ракетами)
- Карти міст та стратегічні карти (участь у військових операціях безпосередньо в містах, деталізовані карти з показом прав населення, ВВП та членами Ради безпеки ООН)
- Створення легальної опозиції (проведення передвиборчої кампанії, провокування заворушень)
- Революції та захоплення влади (можливість захопити владу в країні)
- Громадянські війни на глобальній карті (можливість грати за будь-який бік у конфлікті)
- Реальні сучасні конфлікти, у яких можна взяти участь (станом на 2016 рік)
- Нові закони та документи (оцінка, розвиток та регулювання родовищ нафти та газу, управління неосвоєними територіями, управління військовими витратами та мирними договорами, будівництво ліній високошвидкісних поїздів за домовленістю між країнами, регулювання фінансування партій, запуск референдумів про самовизначення регіонів)
- Можливість демонтувати військові бази
- З'являться нові регіони у Франції, Австрії, Україні, Сирії, Лівії та ін.
- Можливість одружитися і розлучитися
- Можливість впливати на членів Ради безпеки ООН перед голосуванням
- Нові персонажі: спецрадник, дипломати, мільярдери, прес-секретар, приватний детектив, а також оновлені глави держав, міністри та партійні лідери по всьому світу
- Додано Організацію Договору про колективну безпеку
- Понад 20 нових сценаріїв: «Війна в Іраку та Сирії», «Революції!», «Сепаратизм», «Українська бійня», «Лівійський хаос», «Терор у Нігерії», «Єменський пазл», «Сомалійська загроза», «Американські зобов'язання щодо клімату», «Вибори в США (2016)», «Президентський шлюб» та інші
- Можливість грати за повстанців та терористів (управління військами терористів)

1. 1 2 3 4 5 6 7 8 9 10 11  Steam — 2003.